# Freqüència de xarxa

La longitud d'ona de 230 volts, 50 Hz en comparació amb 120 V, 60 Hz.

La freqüència de xarxa (en anglès americà utility frequency o (power) line frequency i en anglès britànic com a mains frequency) és la freqüència de les oscil·lacions del corrent altern (CA) en una xarxa elèctrica transmesa des d'una central a l'usuari final. En moltes parts del món això és 50 Hz, encara que en les Amèriques i parts de l'Àsia és sovint 60 Hz. L'ús actual per país o regió es dona en la llista d'estàndards elèctrics per país.
Durant el desenvolupament dels sistemes d'energia elèctrica comercial al pas del segle xix al xx, s'han utilitzat moltes freqüències (i tensions) diferents. La gran inversió en equips en una freqüència va fer l'estandardització un procés lent. No obstant això, a partir del segle xxi, els llocs que ara utilitzen la freqüència de 50 Hz tendeixen utilitzar 220–240 V, i els que utilitzen ara 60 Hz tendeixen a utilitzar 100–127 V. Les dues freqüències coexisteixen en l'actualitat (el Japó utilitza amddós sistemes) sense gran raó tècnica per preferir un sobre l'altre i sense desig aparent de normalització mundial completa.
Llevat que s'especifiqui pel fabricant per funcionar tan en 50 com en 60 Hz, els aparells no poden operar de manera eficient o fins i tot de manera segura si no s'utilitza la freqüència prevista.